# Sachalinobia rugipennis
Sachalinobia rugipennis är en skalbaggsart som först beskrevs av Newman 1844.  Sachalinobia rugipennis ingår i släktet Sachalinobia och familjen långhorningar. Inga underarter finns listade i Catalogue of Life.